# Ningjo
A ningjo (japánul: 人魚), a japán folklór egyik népszerű alakja, egy jókai. Elnevezése annyit tesz: halember, sellő, hableány. Ez utóbbi elnevezés megtévesztő lehet, ugyanis, mind küllemük, mind természetük merőben eltér a nyugati kultúrkörben ismert és megszokott sellőképtől. Nyugati rokonaikhoz hasonlóan életük vízhez kötött, úgy tartják, tengerekben, óceánokban élnek.  

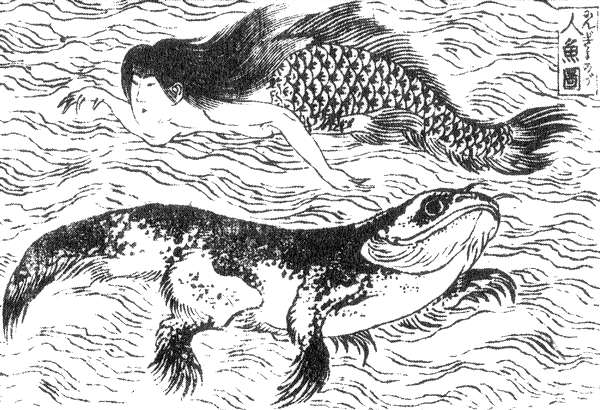
Ningjo ábrázolás (Kacusika Hokuszai festménye, 1808).

## Megjelenés

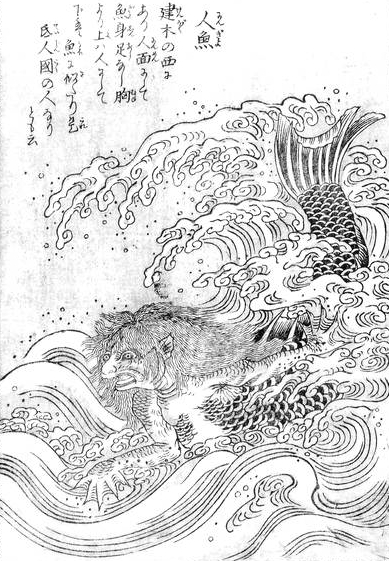
Ningjo, Torijama Szekien munkája

A klasszikus ningjo ábrázolásokon az emberszerű jegyek helyett jóval inkább a halszerű jegyek dominálnak, az Edo-kortól kezdve azonban ezzel párhuzamosan a nyugati sellőkép is egyre inkább teret hódít, melynek hatására a japán sellők is „megszépülnek”.
Az eredeti, japán ábrázolásokon mindenesetre halfarkú, fényes, aranyszínű pikkelyekkel tarkított, felettébb visszataszító, torz külsejű lényekként ábrázolják őket, arcuk a ponty és a majom jellegzetességeit egyaránt magán viseli. Felsőtestük többnyire emberi, kezeik hosszú, csontos ujjakban, s éles karmokban végződnek. Termetük gyermekméretűtől kezdve egészen egy fóka nagyságáig terjedhet.

## Jao Bikuni
Az egyik legismertebb ningjo-legenda a Jao Bikuni (japánul: 八百比丘尼 „800 éves papnő”) avagy Happjaku Bikuni. A történet egy Wakasza-prefektúrából származó halászról szól, kinek egy napon szokatlan zsákmány akad a horgára. A hosszú pályafutása alatt nem találkozott soha ehhez fogható hallal, elhatározza hát, hogy megsüti s barátait is meghívja vacsorára.
Az egyik vendégnek a konyhába tévedvén feltűnik, hogy a halnak emberarca van, s figyelmezteti társait, hogy ne egyenek a húsából. Amint az étkezésre kerülne a sor, elfogadják az ajándékot, mondván elteszik későbbre, ám útközben megszabadulnak tőle.
Egy vendég azonban ittasan távozik, s elfelejti kidobni. Hazatérvén felelőtlenül a kislányának adja a halat, aki megeszi. Mire a férfi feleszmél, s figyelmeztetné, már késő. Ám mivel nem történik vele semmi, így hamarosan el is feledkeznek a dologról.
Telnek az évek, a kislány felcseperedik, férjhez megy. Ezt követően azonban fikarcnyit sem öregszik, továbbra is megőrzi fiatal külsejét, mialatt férje megöregszik mellette és meghal. A lány az örök fiatalság és özvegység átkától megkeseredvén papnőnek áll és bejárja a világot. Végül aztán visszatér szülővárosába, Wakaszába, ahol 800 éves korában véget vet életének.

## Megítélésük
A lényt először a Nihon Sokiban, az egyik legrégebbi japán krónikában említik, a legkorábbi ningjo-észlelések egészen 619-ig nyúlnak vissza. Megítélésük a legtöbb jókaihoz hasonlóan ambivalens. Egynémely ningjokról szóló legendák pedig még az atlanti-óceáni és a földközi-tengeri sellőtörténetekhez képest is kimondottan rémmesébe illőek.
Emberi beszédre nem képesek, helyette, kellemes, fuvolaszerű hangokat hallatnak. Úgy tartják, hogy a ningjo könnyek helyett gyöngyöket sír, míg más források szerint, ha egy japán sellő könnyét hullajtja, emberré válik.
Különösen ízletes húsáról úgy tartják, hogy fogyasztójának halhatatlanságot és örök ifjúságot kölcsönöz. Ugyanakkor felbukkanása rossz ómen, tengerből kifogva a vihart jelez, míg a partra sodródott ningjot a háború előjelének tekintik. Ezért ha netalántán a halászok hálójába akadna is egy, menten visszadobják.
Ugyanakkor, érdekes módon, az egyik fő buddhista istenség Japánban egy ningjo, aki a Ningjo Sinko nevet viseli.  Talán ez a magyarázat arra, hogy egyes szentélyekben állítólagos sellők mumifikált példányait őrzik, s azokhoz imádkoznak.

## Japán sellőmúmiák

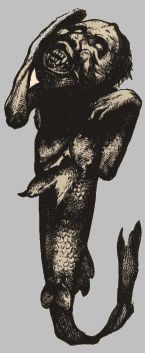
A P.T. Barnum által kiállított "Fidzsi sellő", 1842

Az Edo-korszakban élték virágkorukat Japánban a vándorcirkuszok, az úgynevezett miszemonók. Ezekben a miszemonókban művészek, artisták, egzotikus állatok és szörnyszülöttek kész tárháza lépett fel, illetve került bemutatásra. E létesítmények különösen népszerű volt a nép körében, lévén, úgy tartották, hogy megtekintésük szerencsét, egészséget hoz közönségnek.
Az itt bemutatott lények közé tartoztak a sellők is, melyeket világszerte bemutattak, s többnyire japán és indiai vizekből származtak. A japán halászok külön technikákat dolgoztak ki, hogy minél hitelesebb múmiákat készítsenek. Ennek kapcsán különféle állatok, például majmok, baglyok, stb., mumifikált testrészeit fércelték hozzá a kiszárított haltesthez.
Ezek leghíresebbike a Fidzsi-sellő, melynek készítését 1810-re datálják és egy japán halász munkájának tulajdonítják. Feltehetőleg tőle vásárolhatta meg az amerikai üzletember, P.T. Barnum, aki később kiállította.
Ezen kívül még számos hasonló mumifikált ningjo és más egyéb japán szellemlény (például kappák, tenguk) állítólagos teteme lelhető fel ma is Japán-szerte buddhista és sintó szentélyekben.
A legrégebbi s egyben legnagyobb (170 cm hosszú) példányt, melyet, több mint 1400 évesnek tartanak, a Siga prefektúrabeli Kannon Sodzsi szentélyben őrzik és külön legenda övezi. Eszerint Sótoku herceg előtt ez a lény jelent meg, amint egyik útja közepette elhaladt a Biva-tó partján.
A szörnyeteg elmesélte, hogy korábban halászként élt, s lelke, mintegy isteni büntetés gyanánt került haltestbe. Hozzáfűzte, hogy a hosszú évek folyamán ráeszmélt az élet kioltásának borzalmaira s ez elhozta számára a megvilágosodást.
Mielőtt lelke a túlvilágra távozhatott volna, azzal a kéréssel állt a herceg elé, hogy emeljen templomot a ningjo-testnek, majd helyezze az oltárba. Mindez elmondása szerint segít majd az embereknek ráeszmélni az élet szentségére, értékeire. A herceg úgy tett, hogy a ningjo javasolta: templomot építtetett, majd elhelyezte belé a sellő maradványait.
Számos furcsa jelenség következtében a testet áthelyezték egy másik templomba, s eztán még többször is gazdát cserélt, mire elhelyezték a jelenlegi helyére, a Fudzsi-hegy lábához.

## Ningjok a popkultúrában
Mint számos más természetfeletti lény, a ningjok is gyakran köszönnek vissza a populáris kultúra valamennyi területéről, legyen szó akár mangákról, animékről, video, vagy szerepjátékokról.
- Mermaid Saga (Takahasi Rumiko mangája), illetve az ebből készült animeadaptációk alapjául a Jao Bikuni legenda szolgált
- Ponyo a tengerparti sziklán: egy aranyhal kislány meséje, akinek minden vágya, hogy emberré váljon, a Studio Ghibli feldolgozásában
- A Siren című videójáték fő antagonistája, kinek történetét szintén a Jao Bikuni legenda ihlette
- Az öt gyűrű legendája szerep, és kártyajátékban a Mantis klán tagjaiként ningjo karakterekkel is játszhatunk
- A Namiucsigiva no Muromi-szan című anime és mangasorozatban szintúgy központi szerepet kapnak a ningjok

## Fordítás
Ez a szócikk részben vagy egészben  a   Ningyo című angol Wikipédia-szócikk fordításán alapul.  Az eredeti cikk szerkesztőit annak laptörténete sorolja fel. Ez a jelzés csupán a megfogalmazás eredetét és a szerzői jogokat jelzi, nem szolgál a cikkben szereplő információk forrásmegjelöléseként.

### Referenciák
- Mizuki, Shigeru. Mujara 5. Japan: Soft Garage, 49. o. (2004. március 15.). ISBN 4-86133-027-0
- Mizuki, Shigeru. Mizuki Shigeru No Nihon Yōkai Meguri. Japan: JTB, 90–91. o. (2001. március 15.). ISBN 4-533-03956-1